# جواو فيليلا
جواو فيليلا (9 سبتمبر 1985 بلشبونة في البرتغال - ) هو لاعب كرة قدم برتغالي في مركز الوسط. شارك مع منتخب البرتغال تحت 17 سنة لكرة القدم ومنتخب البرتغال تحت 18 سنة لكرة القدم ومنتخب البرتغال تحت 19 سنة لكرة القدم ومنتخب البرتغال تحت 20 سنة لكرة القدم. أما مع النوادي، فقد لعب مع أريس ليماسول ونادي بنفيكا ونادي بيلينينسش ونادي تراكتور سازي ونادي جل فيسنتي ونادي فاتيما ويو دي ليريا وS.L. Benfica B ‏.

## وصلات خارجية
- جواو فيليلا على موقع قاعدة بيانات كرة القدم.إي يو (الإنجليزية)
- جواو فيليلا على موقع Soccerway.com (الإنجليزية)
- جواو فيليلا على موقع AS.com (الإسبانية)